# Uranotaenia mayottensis
Uranotaenia mayottensis är en tvåvingeart som beskrevs av Jacques Brunhes 1977. Uranotaenia mayottensis ingår i släktet Uranotaenia och familjen stickmyggor. Inga underarter finns listade i Catalogue of Life.